# Sciades tonsus
Sciades tonsus är en skalbaggsart som först beskrevs av Bates 1873.  Sciades tonsus ingår i släktet Sciades och familjen långhorningar. Inga underarter finns listade i Catalogue of Life.